# Maria di Prussia (regina di Baviera)
Maria di Prussia, nome completo Friederike Franziska Auguste Marie Hedwig von Preußen (Berlino, 15 ottobre 1825 – Hohenschwangau, 17 maggio 1889), fu regina consorte di Baviera dal 1848 al 1864.

## Biografia

### Infanzia
Era l'ultima figlia del principe Federico Guglielmo Carlo di Prussia, figlio del re Federico Guglielmo II di Prussia, e di Maria Anna d'Assia-Homburg.

### Matrimonio

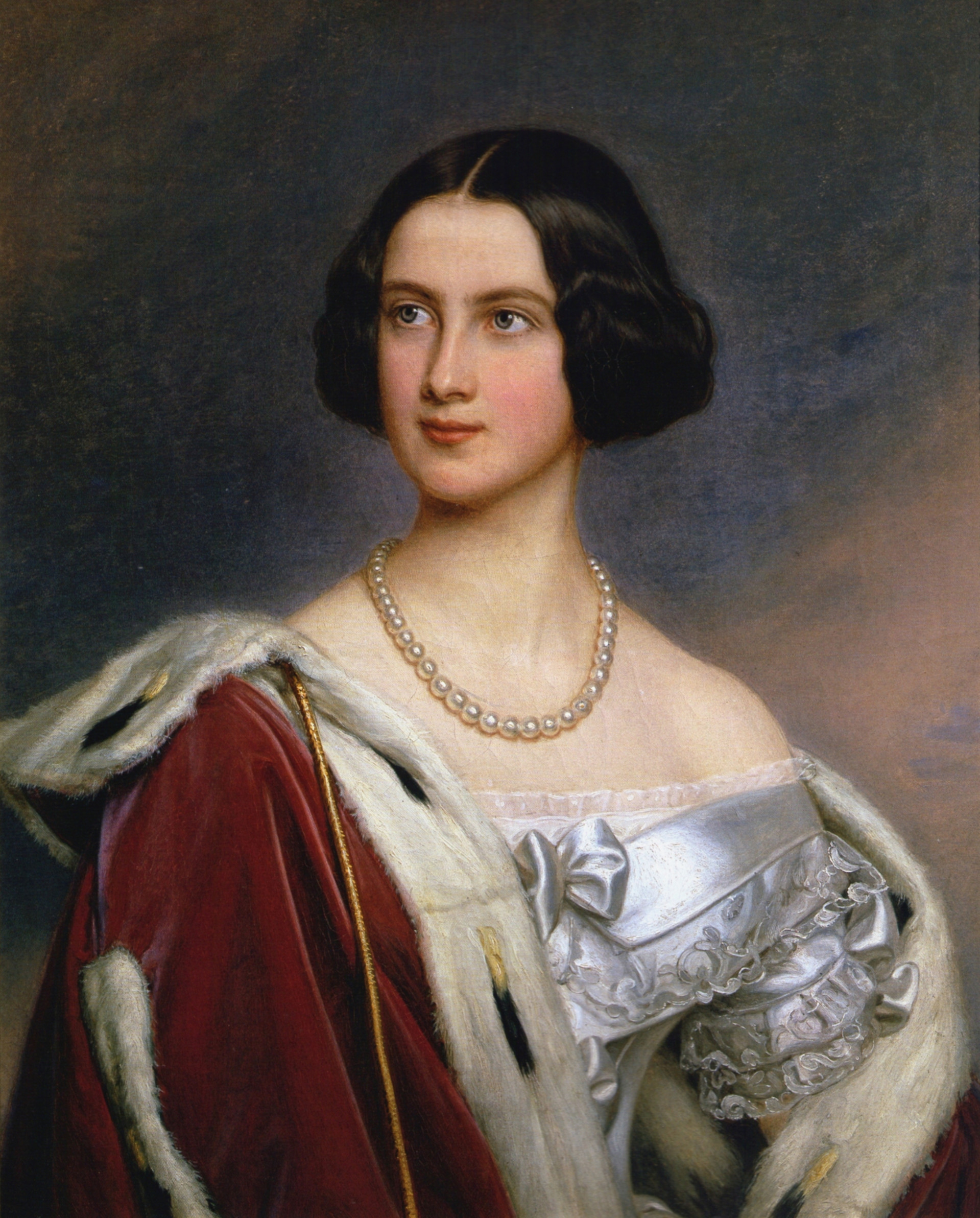
Joseph Karl Stieler, Ritratto di Maria di Prussia, regina di Baviera, 1843, Castello di Nymphenburg

Sposò a Monaco il 12 ottobre 1842 il principe Massimiliano Giuseppe, figlio del re Ludovico I di Baviera. Andata sposa a un cattolico, non volle convertirsi alla fede del suo nuovo Paese e rimase protestante. Tuttavia dopo la morte del marito si convertì al cattolicesimo.
Dopo un aborto, la principessa riuscì nel 1845 a dare ai Wittelsbach l'erede al trono di Baviera e nel 1848 diede alla luce un altro maschio.
Come avveniva in quasi tutte le corti europee, ad educare e crescere i principini non era compito dei regali genitori, occupati a svolgere le proprie mansioni di stato. I rapporti di Maria con i figli furono pertanto sempre formali e col tempo sempre più freddi. Contrariamente a Ludovico, amante della letteratura, sua madre non aveva alcun interesse per i libri, e nelle ore libere preferiva ricamare o passeggiare.

### Regina madre

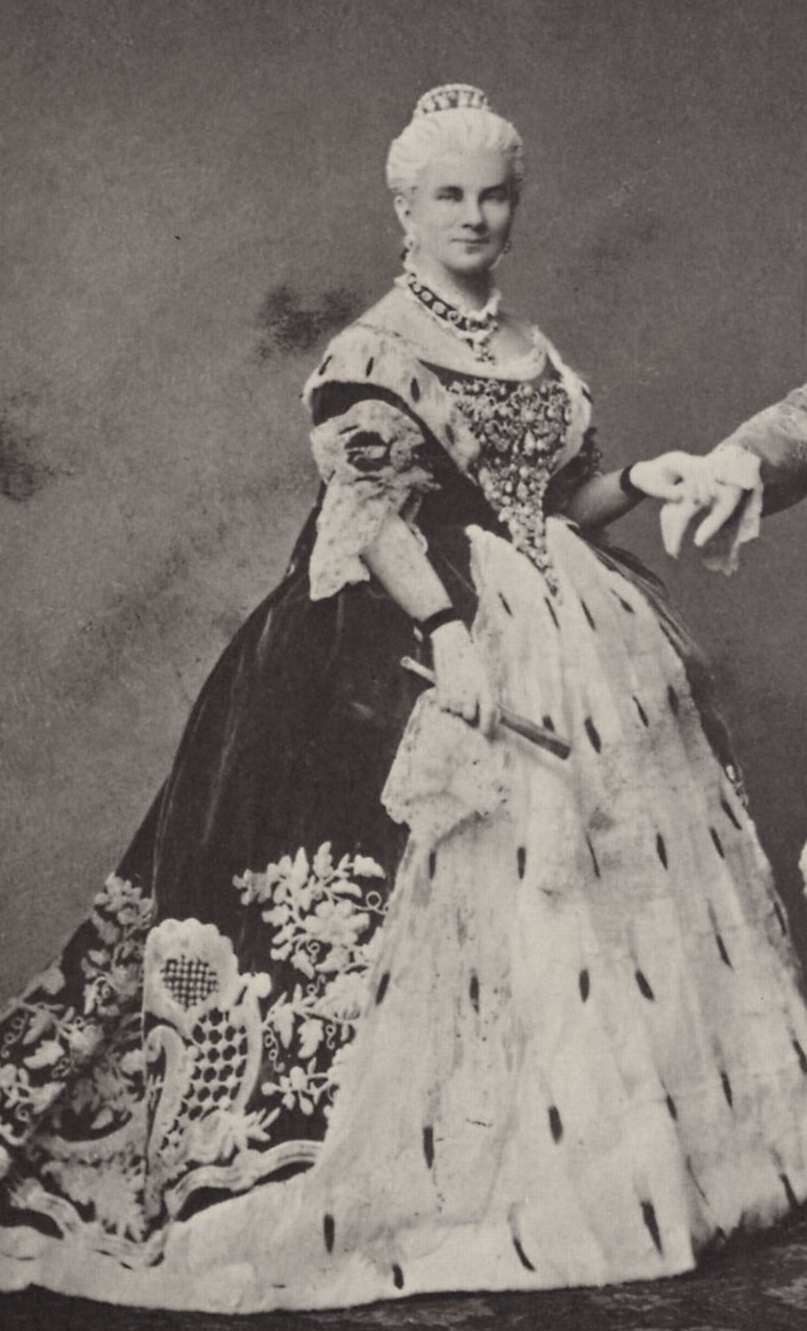
Maria di Prussia nel 1864 l'anno dell'incoronazione del figlio Ludovico II

Nel febbraio del 1864 Massimiliano si ammalò di polmonite e morì il 10 marzo, assistito fino all'ultimo dalla consorte.
A diciotto anni il primogenito Ludovico divenne Re di Baviera. Nel 1867 Maria sperò che il figlio sposasse la cugina Sofia Carlotta, sorella minore dell'imperatrice Elisabetta d'Austria e della regina Maria Sofia delle due Sicilie. Al fidanzamento, annunciato nel gennaio del 1867, tuttavia, non seguì mai il matrimonio.
Vivendo in un mondo immaginario, il Re dilapidò le finanze dello Stato per soddisfare i propri capricci. Maria, quando venne a conoscenza dei problemi economici del figlio, offrì tutto il proprio denaro, ma il generoso favore fu rifiutato.

### Ultimi anni e morte

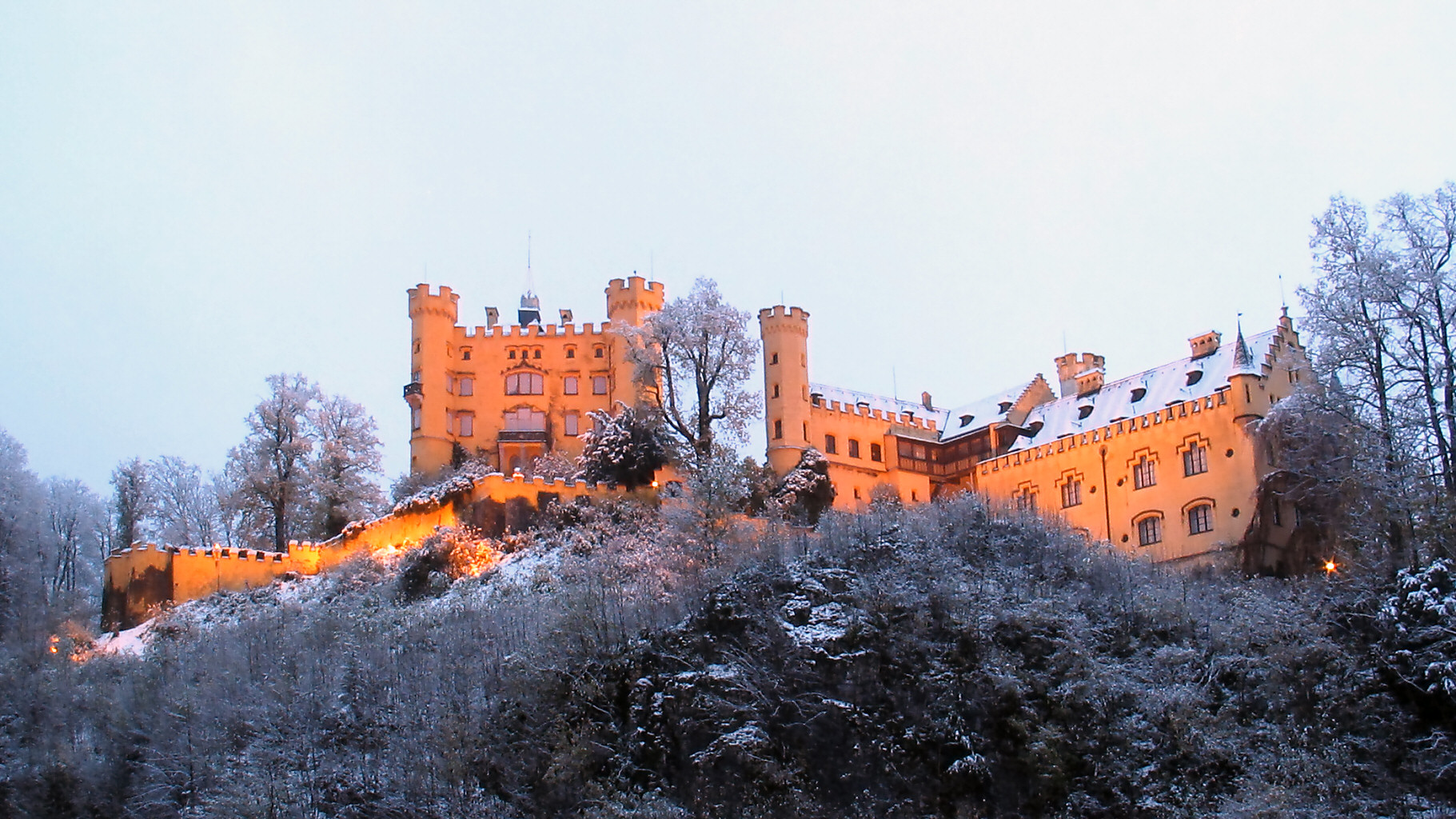
Castello di Hohenschwangau, dove morì la regina madre Maria

Dopo la morte di Ludovico II si ritirò dalla vita pubblica. Sopravvisse tre anni al figlio, spegnendosi a sessantaquattro anni nel castello di Hohenschwangau nel 1889, circondata dalla sua piccola corte. La sua salma venne inumata in una cappella della Theatinerkirche, di fronte a quella del marito, a Monaco di Baviera, ma i cuori di entrambi sono conservati in una teca argentata presso la Gnadenkapelle di Altötting.

## Discendenza
Maria di Prussia e Massimiliano II di Baviera ebbero:
- un figlio nato morto;
- Ludovico Otto Federico Guglielmo (Nymphenburg, 25 agosto 1845-13 giugno 1886);
- Otto Guglielmo Luitpoldo Adalberto Waldemar (Monaco, 27 aprile 1848- Castello di Fürstenried, 11 ottobre 1916).

## Ascendenza
|                                     |                             |                                                | Genitori                                    |  |  | Nonni |  |  | Bisnonni                     |  |  | Trisnonni                       |  |
|                                     |                             |                                                |                                             |  |  |       |  |  | Augusto Guglielmo di Prussia |  |  | Federico Guglielmo I di Prussia |  |
|                                     |                             |                                                |                                             |  |  |       |  |  | Augusto Guglielmo di Prussia |  |  | Federico Guglielmo I di Prussia |  |
|                                     |                             | Sofia Dorotea di Hannover                      |                                             |  |  |       |  |  | Augusto Guglielmo di Prussia |  |  |                                 |  |
| Federico Guglielmo II di Prussia    |                             |                                                |                                             |  |  |       |  |  | Augusto Guglielmo di Prussia |  |  |                                 |  |
|                                     |                             | Luisa Amalia di Brunswick-Wolfenbüttel         | Ferdinando Alberto II di Brunswick-Lüneburg |  |  |       |  |  |                              |  |  |                                 |  |
|                                     |                             | Luisa Amalia di Brunswick-Wolfenbüttel         | Ferdinando Alberto II di Brunswick-Lüneburg |  |  |       |  |  |                              |  |  |                                 |  |
|                                     |                             | Luisa Amalia di Brunswick-Wolfenbüttel         | Antonietta Amalia di Brunswick-Wolfenbüttel |  |  |       |  |  |                              |  |  |                                 |  |
| Federico Guglielmo Carlo di Prussia |                             | Luisa Amalia di Brunswick-Wolfenbüttel         |                                             |  |  |       |  |  |                              |  |  |                                 |  |
|                                     |                             | Luigi IX d'Assia-Darmstadt                     | Luigi VIII d'Assia-Darmstadt                |  |  |       |  |  |                              |  |  |                                 |  |
|                                     |                             | Luigi IX d'Assia-Darmstadt                     | Luigi VIII d'Assia-Darmstadt                |  |  |       |  |  |                              |  |  |                                 |  |
|                                     |                             | Luigi IX d'Assia-Darmstadt                     | Carlotta di Hanau-Lichtenberg               |  |  |       |  |  |                              |  |  |                                 |  |
| Federica Luisa d'Assia-Darmstadt    |                             | Luigi IX d'Assia-Darmstadt                     |                                             |  |  |       |  |  |                              |  |  |                                 |  |
|                                     |                             | Carolina del Palatinato-Zweibrücken-Birkenfeld | Cristiano III del Palatinato-Zweibrücken    |  |  |       |  |  |                              |  |  |                                 |  |
|                                     |                             | Carolina del Palatinato-Zweibrücken-Birkenfeld | Cristiano III del Palatinato-Zweibrücken    |  |  |       |  |  |                              |  |  |                                 |  |
|                                     |                             | Carolina del Palatinato-Zweibrücken-Birkenfeld | Carolina di Nassau-Saarbrücken              |  |  |       |  |  |                              |  |  |                                 |  |
| Maria Federica di Prussia           |                             | Carolina del Palatinato-Zweibrücken-Birkenfeld |                                             |  |  |       |  |  |                              |  |  |                                 |  |
|                                     | Federico IV d'Assia-Homburg | Casimiro Guglielmo d'Assia-Homburg             |                                             |  |  |       |  |  |                              |  |  |                                 |  |
|                                     | Federico IV d'Assia-Homburg | Casimiro Guglielmo d'Assia-Homburg             |                                             |  |  |       |  |  |                              |  |  |                                 |  |
|                                     | Federico IV d'Assia-Homburg | Cristina Carlotta di Solms-Braunfels           |                                             |  |  |       |  |  |                              |  |  |                                 |  |
| Federico V d'Assia-Homburg          | Federico IV d'Assia-Homburg |                                                |                                             |  |  |       |  |  |                              |  |  |                                 |  |
|                                     |                             | Ulrica Luisa di Solms-Braunfels                | Federico Guglielmo di Solms-Braunfels       |  |  |       |  |  |                              |  |  |                                 |  |
|                                     |                             | Ulrica Luisa di Solms-Braunfels                | Federico Guglielmo di Solms-Braunfels       |  |  |       |  |  |                              |  |  |                                 |  |
|                                     |                             | Ulrica Luisa di Solms-Braunfels                | Sofia Maddalena di Solms-Laubach            |  |  |       |  |  |                              |  |  |                                 |  |
| Maria Anna d'Assia-Homburg          |                             | Ulrica Luisa di Solms-Braunfels                |                                             |  |  |       |  |  |                              |  |  |                                 |  |
|                                     |                             | Luigi IX d'Assia-Darmstadt                     | Luigi VIII d'Assia-Darmstadt                |  |  |       |  |  |                              |  |  |                                 |  |
|                                     |                             | Luigi IX d'Assia-Darmstadt                     | Luigi VIII d'Assia-Darmstadt                |  |  |       |  |  |                              |  |  |                                 |  |
|                                     |                             | Luigi IX d'Assia-Darmstadt                     | Carlotta di Hanau-Lichtenberg               |  |  |       |  |  |                              |  |  |                                 |  |
| Carolina d'Assia-Darmstadt          |                             | Luigi IX d'Assia-Darmstadt                     |                                             |  |  |       |  |  |                              |  |  |                                 |  |
|                                     |                             | Carolina del Palatinato-Zweibrücken-Birkenfeld | Cristiano III del Palatinato-Zweibrücken    |  |  |       |  |  |                              |  |  |                                 |  |
|                                     |                             | Carolina del Palatinato-Zweibrücken-Birkenfeld | Cristiano III del Palatinato-Zweibrücken    |  |  |       |  |  |                              |  |  |                                 |  |
|                                     |                             | Carolina del Palatinato-Zweibrücken-Birkenfeld | Carolina di Nassau-Saarbrücken              |  |  |       |  |  |                              |  |  |                                 |  |
|                                     |                             | Carolina del Palatinato-Zweibrücken-Birkenfeld |                                             |  |  |       |  |  |                              |  |  |                                 |  |